# San Juan Bautista (Allué)

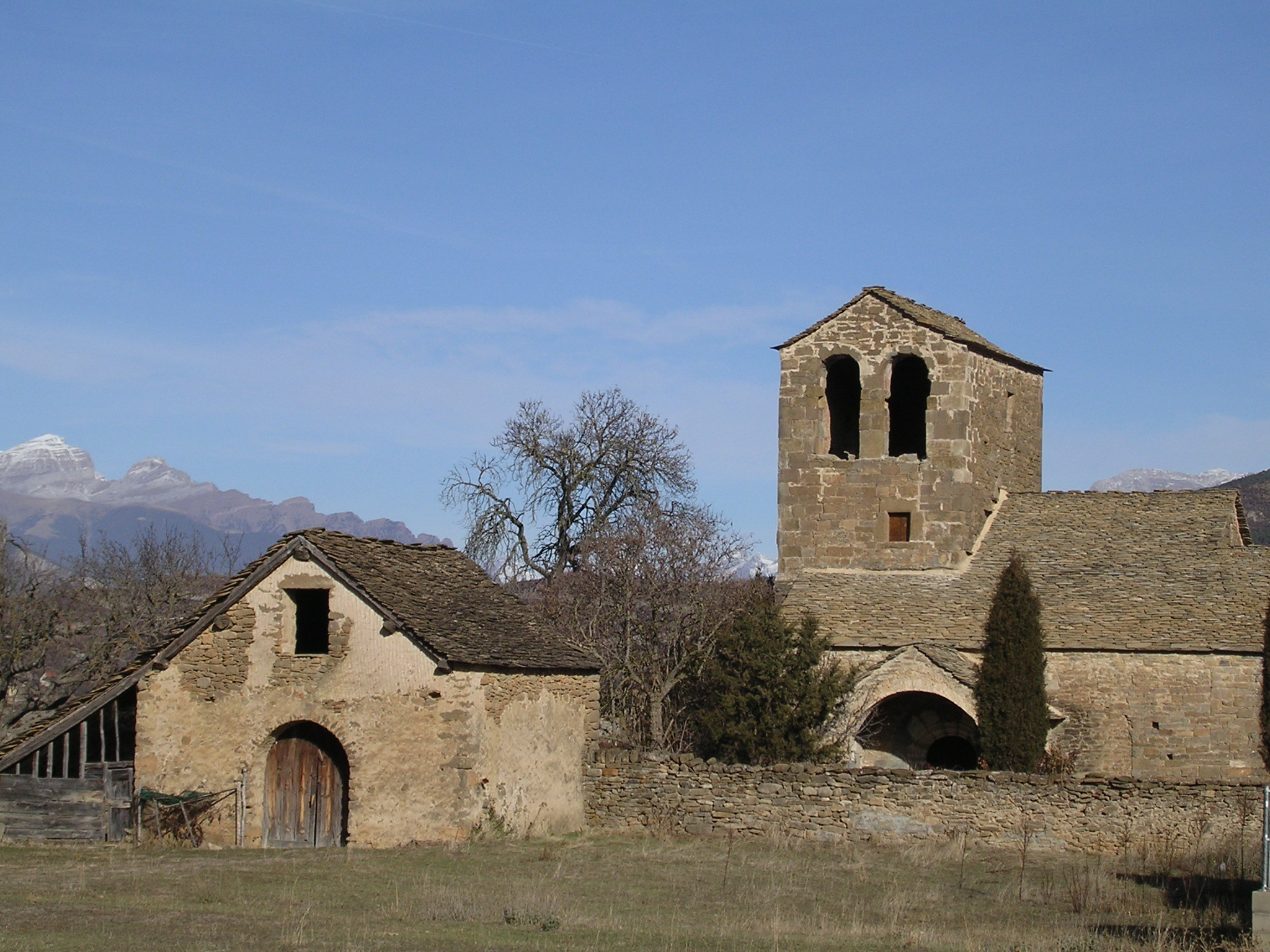
Kirche San Juan Bautista

Die römisch-katholische Pfarrkirche San Juan Bautista in Allué, einem Ortsteil der Gemeinde Sabiñánigo in der spanischen Provinz Huesca der Autonomen Gemeinschaft Aragonien, wurde im 12. Jahrhundert errichtet. 

## Architektur
Die romanische Kirche ist Johannes dem Täufer geweiht. Sie besteht aus einem Kirchenschiff, das von einem hölzernen Dachstuhl gedeckt wird. Der halbrunde Chor besitzt nur schießschartenartige Fenster. Die Kirche ist aus sorgfältig bearbeiteten Werksteinen errichtet. Eine offene Vorhalle ist an der Südseite dem rundbogigen Portal vorgelagert. Der mächtige Turm besitzt im Obergeschoss Klangarkaden, er wird von einem Satteldach gedeckt.